# Chemazé
Chemazé és un municipi francès situat al departament de Mayenne i a la regió de País del Loira. L'any 2007 tenia 1.233 habitants.

## Demografia

### Població
El 2007 la població de fet de Chemazé era de 1.233 persones. Hi havia 468 famílies de les quals 116 eren unipersonals (68 homes vivint sols i 48 dones vivint soles), 136 parelles sense fills, 184 parelles amb fills i 32 famílies monoparentals amb fills.
La població ha evolucionat segons el següent gràfic:
Habitants censats

### Habitatges
El 2007 hi havia 525 habitatges, 476 eren l'habitatge principal de la família, 24 eren segones residències i 25 estaven desocupats. 514 eren cases i 11 eren apartaments. Dels 476 habitatges principals, 367 estaven ocupats pels seus propietaris, 106 estaven llogats i ocupats pels llogaters i 3 estaven cedits a títol gratuït; 2 tenien una cambra, 22 en tenien dues, 64 en tenien tres, 125 en tenien quatre i 263 en tenien cinc o més. 356 habitatges disposaven pel capbaix d'una plaça de pàrquing. A 214 habitatges hi havia un automòbil i a 232 n'hi havia dos o més.

### Piràmide de població
La piràmide de població per edats i sexe el 2009 era:
| Homes | Edats   | Dones |
| ----- | ------- | ----- |
| 0     | 95 o +  | 0     |
| 8     | 90 a 94 | 24    |
| 16    | 85 a 89 | 20    |
| 12    | 80 a 84 | 20    |
| 8     | 75 a 79 | 32    |
| 20    | 70 a 74 | 12    |
| 20    | 65 a 69 | 28    |
| 16    | 60 a 64 | 12    |
| 24    | 55 a 59 | 8     |
| 16    | 50 a 54 | 44    |
| 32    | 45 a 49 | 28    |
| 36    | 40 a 44 | 28    |
| 44    | 35 a 39 | 44    |
| 56    | 30 a 34 | 44    |
| 32    | 25 a 29 | 20    |
| 44    | 20 a 24 | 20    |
| 32    | 15 a 19 | 52    |
| 32    | 10 a 14 | 32    |
| 16    | 5 a 9   | 40    |
| 52    | 0 a 4   | 16    |

## Economia
El 2007 la població en edat de treballar era de 762 persones, 596 eren actives i 166 eren inactives. De les 596 persones actives 563 estaven ocupades (315 homes i 248 dones) i 33 estaven aturades (12 homes i 21 dones). De les 166 persones inactives 64 estaven jubilades, 54 estaven estudiant i 48 estaven classificades com a «altres inactius».

### Ingressos
El 2009 a Chemazé hi havia 491 unitats fiscals que integraven 1.323 persones, la mediana anual d'ingressos fiscals per persona era de 15.953 €.

### Activitats econòmiques
Dels 32 establiments que hi havia el 2007, 1 era d'una empresa alimentària, 1 d'una empresa de fabricació d'altres productes industrials, 10 d'empreses de construcció, 8 d'empreses de comerç i reparació d'automòbils, 2 d'empreses d'hostatgeria i restauració, 2 d'empreses d'informació i comunicació, 1 d'una empresa immobiliària, 3 d'empreses de serveis, 3 d'entitats de l'administració pública i 1 d'una empresa classificada com a «altres activitats de serveis».
Dels 11 establiments de servei als particulars que hi havia el 2009, 2 eren tallers de reparació d'automòbils i de material agrícola, 2 paletes, 1 guixaire pintor, 1 fusteria, 1 lampisteria, 1 electricista, 1 perruqueria, 1 restaurant i 1 agència immobiliària.
Dels 2 establiments comercials que hi havia el 2009, 1 era una botiga de menys de 120 m² i 1 una fleca.
L'any 2000 a Chemazé hi havia 63 explotacions agrícoles que ocupaven un total de 2.546 hectàrees.

## Equipaments sanitaris i escolars
L'únic equipament sanitari que hi havia el 2009 era una farmàcia.
El 2009 hi havia una escola elemental.

## Poblacions properes
El següent diagrama mostra les poblacions més properes.